# IC 4819
IC 4819 ist eine Spiralgalaxie vom Hubble-Typ Scd? im Sternbild Pfau am Südsternhimmel. Sie ist schätzungsweise 73 Millionen Lichtjahre von der Milchstraße entfernt und hat einen Durchmesser von etwa 65.000 Lichtjahren.

Das Objekt wurde am 16. September 1901 von DeLisle Stewart.